# Dubai City Tower
A Dubai City Tower, más néven Dubai Vertical City vagy Dubaji Függőleges Város egy tervezett felhőkarcoló, amelynek tervét 2008. augusztus 25-én jelentették be. Az épület megépítéséhez az építészeknek olyan technológiát kell alkalmazniuk, amely jelenleg még nem áll rendelkezésre. Az X-Seed 4000 (4000m)  és az Ultima Tower (3217m) után ez lenne a harmadik legmagasabb épület, amelyet megterveztek, és amit meg is építenének. A Dubai City Tower sokkal magasabb lesz, mint bármely más mesterséges szerkezet, közel háromszorosa a Burdzs Kalifának és közel hétszerese az Empire State Buildingnek. A 400 emeletes épületben a főlift 200 km/h sebességgel  szállítaná az embereket. A tervezőket az Eiffel-torony ihlette meg.

## Külső hivatkozások
- Dubai City Tower
- Dubai The National news paper about Dubai City Tower - The National
- Plans for Dubai City Tower
- The Plans for the 1.55-Mile-High Skyscraper in, You Guessed It, Dubai
- Vertical City, An Architect’s Dream Archiválva 2013. január 25-i dátummal a Wayback Machine-ben